# Gurunhuel
Gurunhuel (bretonisch Gurunuhel) ist eine französische Gemeinde mit 406 Einwohnern (Stand: 1. Januar 2022) im Département Côtes-d’Armor in der Region Bretagne. Sie gehört zum Arrondissement Guingamp und zum Kanton Callac. Die Einwohner werden Gurunhuellois(es) genannt.

## Geographie
Gurunhuel liegt etwa 39 Kilometer westlich von Saint-Brieuc. An der südwestlichen Gemeindegrenze verläuft der Léguer, im Südosten das Flüsschen Bois de la Roche.

## Bevölkerungsentwicklung
| Gurunhuel: Einwohnerzahlen von 1793 bis 2016                                                                               | Gurunhuel: Einwohnerzahlen von 1793 bis 2016 | Gurunhuel: Einwohnerzahlen von 1793 bis 2016 | Gurunhuel: Einwohnerzahlen von 1793 bis 2016 | Gurunhuel: Einwohnerzahlen von 1793 bis 2016 |
| --- | -------------------------------------------- | -------------------------------------------- | -------------------------------------------- | -------------------------------------------- |
| Jahr |                                              |                                              |                                              | Einwohner                                    |
| 1793 | 1793                                         |                                              | 1.000                                        | 1.000                                        |
| 1800 | 1800                                         |                                              | 886                                          | 886                                          |
| 1806 | 1806                                         |                                              | 934                                          | 934                                          |
| 1821 | 1821                                         |                                              | 913                                          | 913                                          |
| 1831 | 1831                                         |                                              | 1.185                                        | 1.185                                        |
| 1836 | 1836                                         |                                              | 1.358                                        | 1.358                                        |
| 1841 | 1841                                         |                                              | 1.373                                        | 1.373                                        |
| 1846 | 1846                                         |                                              | 1.450                                        | 1.450                                        |
| 1851 | 1851                                         |                                              | 1.480                                        | 1.480                                        |
| 1856 | 1856                                         |                                              | 1.320                                        | 1.320                                        |
| 1861 | 1861                                         |                                              | 1.424                                        | 1.424                                        |
| 1866 | 1866                                         |                                              | 1.484                                        | 1.484                                        |
| 1872 | 1872                                         |                                              | 1.458                                        | 1.458                                        |
| 1876 | 1876                                         |                                              | 1.481                                        | 1.481                                        |
| 1881 | 1881                                         |                                              | 1.392                                        | 1.392                                        |
| 1886 | 1886                                         |                                              | 1.508                                        | 1.508                                        |
| 1891 | 1891                                         |                                              | 1.356                                        | 1.356                                        |
| 1896 | 1896                                         |                                              | 1.228                                        | 1.228                                        |
| 1901 | 1901                                         |                                              | 1.238                                        | 1.238                                        |
| 1906 | 1906                                         |                                              | 1.261                                        | 1.261                                        |
| 1911 | 1911                                         |                                              | 1.296                                        | 1.296                                        |
| 1921 | 1921                                         |                                              | 1.144                                        | 1.144                                        |
| 1926 | 1926                                         |                                              | 1.164                                        | 1.164                                        |
| 1931 | 1931                                         |                                              | 1.079                                        | 1.079                                        |
| 1936 | 1936                                         |                                              | 974                                          | 974                                          |
| 1946 | 1946                                         |                                              | 861                                          | 861                                          |
| 1954 | 1954                                         |                                              | 770                                          | 770                                          |
| 1962 | 1962                                         |                                              | 683                                          | 683                                          |
| 1968 | 1968                                         |                                              | 591                                          | 591                                          |
| 1975 | 1975                                         |                                              | 508                                          | 508                                          |
| 1982 | 1982                                         |                                              | 440                                          | 440                                          |
| 1990 | 1990                                         |                                              | 404                                          | 404                                          |
| 1999 | 1999                                         |                                              | 383                                          | 383                                          |
| 2006 | 2006                                         |                                              | 395                                          | 395                                          |
| 2011 | 2011                                         |                                              | 410                                          | 410                                          |
| 2016 | 2016                                         |                                              | 433                                          | 433                                          |
| Quelle(n): EHESS/Cassini bis 1999, INSEE ab 2006 Anmerkung(en): Ab 1962 offizielle Zahlen ohne Einwohner mit Zweitwohnsitz |                                              |                                              |                                              |                                              |

## Baudenkmäler
Siehe: Liste der Monuments historiques in Gurunhuel